# 田中亀久人
田中 亀久人（たなか きくんど、1891年 - ）は、田中製作所（現日酸TANAKA）の創設者。溶断機具の製造に従事した。著書に『ガス熔断機と共に四十年』（1956年）、『この道五十年』（1966年）がある。溶接学会において1968年から田中亀久人賞が設けられている。

## 略歴[1]
信州で金物業を営む
上京
本所区亀澤町の舟木商店から瓦斯器具修理の依頼を受け，高野工場を使って仕事を始める
1917年3月, 田中は下谷区竹町に酸素溶断器の専門工場を開業する
5月, 本所区亀沼町の船本商店とはじめて引取契約を結ぶ
1919年4月, 芝区田町の吉田藤作商店と取引を開始する（その関係は戦後の46年まで続いた）
5月, 工場を拡張し，同時に酸素減圧弁の改良製作に着手する
1931年9月, 田中製作所は日本酸素の下請工場となり，販売面での強化を図る
1932年6月, 減圧弁が登録実用新案として広告され，関東における酸素減圧弁の基本形となる

## 業績
・減圧弁の改良

## 著作
1956, 『ガス熔断機と共に四十年』
1966, 『この道五十年』